# 大里豌豆蛤
大里豌豆蛤（学名：Pseudomalletia taliensis），是弯锦蛤目豌豆蛤科Pseudomalletia属的一种。主要分布于台湾，常栖息在深海。